# Parque Independencia
Parque Independencia är en park i Argentina. Den ligger i den centrala delen av landet, 280 km nordväst om huvudstaden Buenos Aires. Parque Independencia ligger 31 meter över havet.
Terrängen runt Parque Independencia är platt. Runt Parque Independencia är det tätbefolkat, med 591 invånare per kvadratkilometer.. Närmaste större samhälle är Rosario, 2,4 km öster om Parque Independencia. 
Runt Parque Independencia är det i huvudsak tätbebyggt.